# Championnat d'Italie de rugby à XV 2022-2023
Ne doit pas être confondu avec Championnat d'Italie féminin de rugby à XV 2022-2023.
Navigation
Top 10 2021-2022 Serie A Elite 2023-2024
Le championnat d'Italie de rugby à XV 2022-2023 ou Top 10 2022-2023 oppose les dix meilleures équipes italiennes de rugby à XV. Le championnat débute le 1er octobre 2022 et se termine par une finale qui voit Rovigo battre le Petrarca (16-9) le 27 mai 2023.

## Liste des équipes en compétition
Le CUS Turin, club universitaire, est promu dans le championnat Top 10, pour la première fois depuis 1960. Dans le même temps le Lazio Rome est relégué en Serie A.
Au cours du mois de mars, Calvisano annonce son forfait général pour raisons financières. Le club parvient à terminer la saison mais fera l'exercice 2023-2024 en Serie A (deuxième division). La fédération décide de ne pas remplacer le club et la première division italienne passe de facto à neuf équipes.
| Calvisano Colorno CUS Turin Piacenza Mogliano Padoue Reggio d'Émilie Rovigo Fiamme Oro Viadana |

| Équipe               | Stade                                                   | Capacité | Ville           |
| -------------------- | ------------------------------------------------------- | -------- | --------------- |
| Rugby Calvisano      | Stade communal San Michele                              | 5 000    | Calvisano       |
| Colorno              | Stadio Gino Maini                                       | 1 000    | Colorno         |
| CUS Torino Rugby     | Centro polisportivo Angelo Albonico Grugliasco          | 500      | Turin           |
| Fiamme Oro Rugby     | Centro Sportivo della Polizia di Stato di Ponte Galeria | 1 348    | Rome            |
| Rugby Lyons Piacenza | Stadio Walter Beltrametti                               | 3 000    | Plaisance       |
| Mogliano Rugby 1969  | Stade Maurizio-Quaggia                                  | 786      | Mogliano Veneto |
| Petrarca Rugby       | Stadio Plebiscito                                       | 12 215   | Padoue          |
| Valorugby Emilia     | Stade Mirabello                                         | 4 500    | Reggio d'Émilie |
| Rugby Rovigo         | Stade Mario-Battaglini                                  | 5 500    | Rovigo          |
| Rugby Viadana 1970   | Stade Luigi-Zaffanella                                  | 6 000    | Viadana         |

## Résumé des résultats

### Classement de la phase régulière
| Rang | Club            | J  | V  | N | D  | Pm  | Pe  | Diff | Pts |
| ---- | --------------- | -- | -- | - | -- | --- | --- | ---- | --- |
| 1    | Rugby Rovigo    | 18 | 14 | 0 | 4  | 617 | 322 | +295 | 71  |
| 2    | Petrarca Padoue | 18 | 12 | 3 | 3  | 640 | 359 | +281 | 66  |
| 3    | Reggio          | 18 | 11 | 2 | 5  | 491 | 405 | +86  | 61  |
| 4    | Colorno         | 18 | 11 | 0 | 7  | 488 | 414 | +74  | 56  |
| 5    | Fiamme Oro      | 18 | 10 | 1 | 7  | 525 | 456 | +69  | 53  |
| 6    | Rugby Viadana   | 18 | 9  | 0 | 9  | 453 | 492 | -39  | 48  |
| 7    | Rugby Calvisano | 18 | 8  | 1 | 9  | 368 | 414 | -46  | 40  |
| 8    | Lyons Piacenza  | 18 | 4  | 0 | 14 | 346 | 461 | -115 | 25  |
| 9    | Mogliano SSD    | 18 | 4  | 1 | 13 | 325 | 557 | -232 | 20  |
| 10   | CUS Turin       | 18 | 3  | 0 | 15 | 350 | 723 | -373 | 20  |

|  | Qualifiés pour la phase finale (no 1, no 2, no 3, no 4). |
|  | Match de barrage (no 9, no 10).                          |

Attribution des points : victoire sur tapis vert : 5, victoire : 4, match nul : 2, défaite : 0, forfait : -2 ; plus les bonus (offensif : 4 essais marqués ; défensif : défaite par 7 points d'écart ou moins).

### Match  de barrage
| 30 avril 2023 | Mogliano Veneto | 23 - 13 (10 - 3) | CUS Torino | Stade Beltrametti, Piacenza environ 800 spectateurs Arbitre : Manuel Bottino |
| 30 avril 2023 | Essai(s) : 2 Aminu (27e), Avaca (55e) Transformation(s) : 2 Fadalti (27e, 55e) Pénalité(s) : 3 Fadalti (10e, 72e, 79e) | Rapport          | Essai(s) : 1 Quaglia (63e) Transformation(s) : Roger (63e) Pénalité(s) : 2 Roger (21e, 42e) Carton(s) jaune(s) : Jeffery (66e) | Stade Beltrametti, Piacenza environ 800 spectateurs Arbitre : Manuel Bottino |
| 30 avril 2023 | | Rapport          | | Stade Beltrametti, Piacenza environ 800 spectateurs Arbitre : Manuel Bottino |

Le CUS Torino est relégué en Serie A.

### Phase finale
Les quatre premiers de la phase régulière sont qualifiés pour les demi-finales qui se jouent en matchs aller-retour. L'équipe classée première affronte celle classée quatrième alors que la seconde affronte la troisième. Les deux premières équipes ont l'avantage de recevoir lors du match retour.
La finale est disputée à Parme.
|  | Demi-finales              | Demi-finales              |        |          | Finale      | Finale      |
|  | Demi-finales              | Demi-finales              |        |          | Finale      | Finale      |
|  |                           |                           |        |          |             |             |
|  | 6 mai 2023 et 13 mai 2023 | 6 mai 2023 et 13 mai 2023 |        |          | 27 mai 2023 | 27 mai 2023 |
|  | 6 mai 2023 et 13 mai 2023 | 6 mai 2023 et 13 mai 2023 |        |          | 27 mai 2023 | 27 mai 2023 |
|  | Colorno                   | 19 \| 15                  |        |          | 27 mai 2023 | 27 mai 2023 |
|  | Colorno                   | 19 \| 15                  |        |          | 27 mai 2023 | 27 mai 2023 |
|  | Rovigo                    | 14 \| 21                  |        |          | 27 mai 2023 | 27 mai 2023 |
|  | Rovigo                    | 14 \| 21                  | Rovigo | 16       |             |             |
|  | 7 mai 2023 et 14 mai 2023 |                           | Rovigo | 16       |             |             |
|  |                           | Petrarca                  | 9      |          |             |             |
|  | Valorugby Emilia          | Petrarca                  | 9      | 17 \| 16 |             |             |
|  | Valorugby Emilia          |                           |        | 17 \| 16 |             |             |
|  | Petrarca                  | 22 \| 34                  |        |          |             |             |
|  | Petrarca                  | 22 \| 34                  |        |          |             |             |

| 28 mai 2023 | Rovigo | 16 - 9 (10 - 9) | Petrarca                             | Stadio Lanfranchi, Parme environ 4 000 spectateurs Arbitre : Gianluca Gnecchi |
| 28 mai 2023 | Essai(s) : 1 Stavile (31e) Transformation(s) : Montemauri Pénalité(s) : 2 Montemauri (6e, 50e) Drop(s) : 1 Montemauri (79e) | Rapport         | Pénalité(s) : 3 Lyle (16e, 25e, 45e) | Stadio Lanfranchi, Parme environ 4 000 spectateurs Arbitre : Gianluca Gnecchi |
| 28 mai 2023 | | Rapport         |                                      | Stadio Lanfranchi, Parme environ 4 000 spectateurs Arbitre : Gianluca Gnecchi |

## Distinctions
Giovanni Montemauri, demi d'ouverture de Rovigo, est élu joueur de l'année. Il succède à Simone Gesi (Colorno).